# Kirchberg (San Gallo)
Kirchberg (toponimo tedesco) è un comune svizzero di 9 755 abitanti del Canton San Gallo, nel distretto del Toggenburgo.

## Geografia fisica

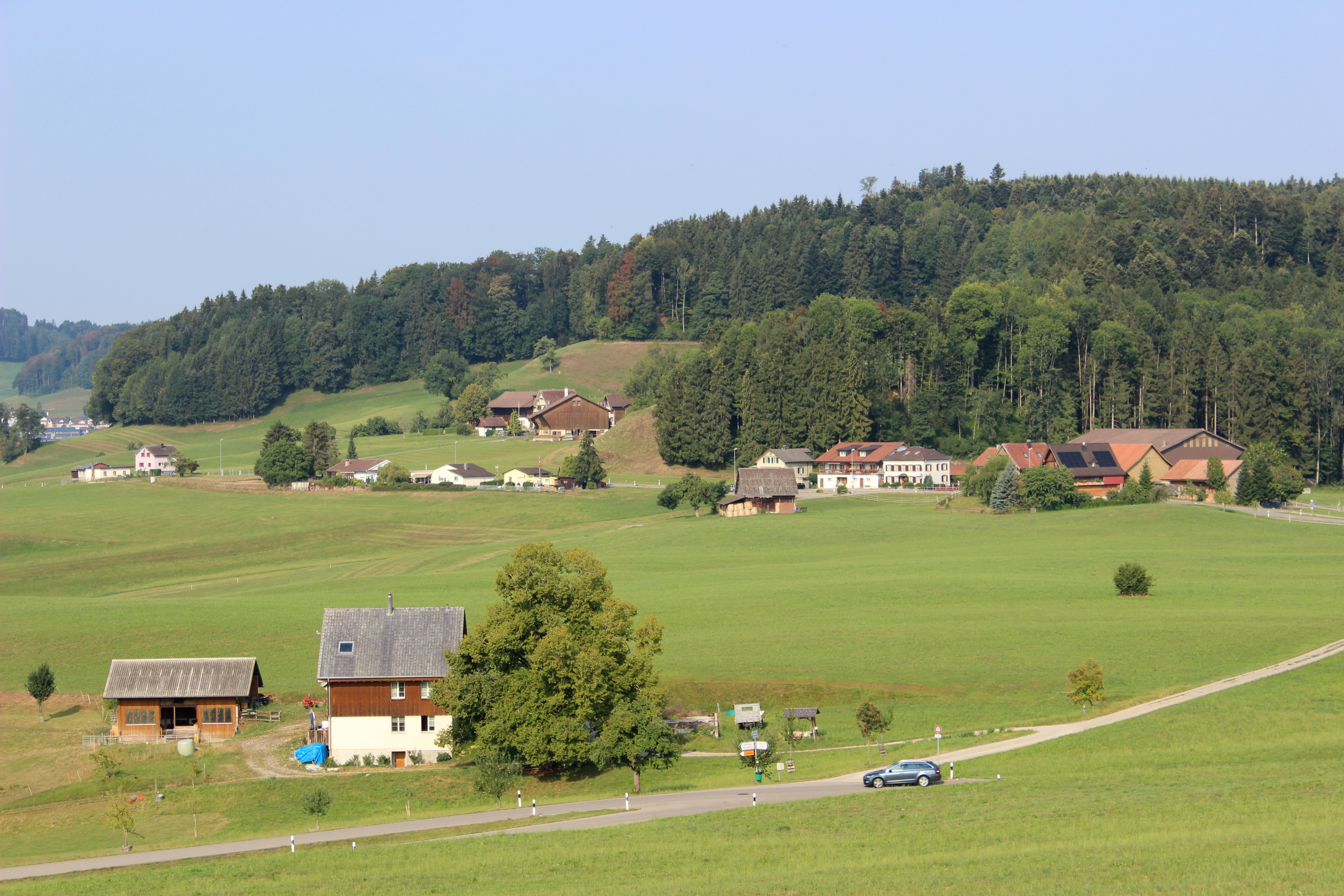
Campagna presso Kirchberg

Il territorio di Kirchberg si estende su un pianoro limitato a est dal fiume Thur.

## Monumenti e luoghi d'interesse

### Architetture religiose
- Chiesa parrocchiale cattolica della Santa Croce (o dei Santi Pietro e Paolo), attestata dal 1215 e ricostruita dopo il 1784 da Johann Ferdinand Beer in stile barocco, paritaria dal 1541 al 1954[3];
- Cappella di San Lorenzo a Bazenheid, eretta nel 1480 e ampliata nel 1644[4];
- Chiesa parrocchiale cattolica della Santissima Trinità a Gähwil, eretta nel 1755[5];
- Chiesa parrocchiale cattolica di San Giuseppe a Bazenheid, eretta nel 1894-1895 in stile neogotico[4];
- Chiesa riformata, eretta nel 1954[3].

### Altro
- Rovine della fortezza di Alt-Toggenburg presso Gähwil, residenza dei conti di Toggenburgo, attestata dal 1044[6];

- Casa San Cristoforo a Bazenheid, costruita nel XIV secolo[4].

## Società

### Evoluzione demografica
L'evoluzione demografica è riportata nella seguente tabella:
Abitanti censiti

## Geografia antropica

### Frazioni

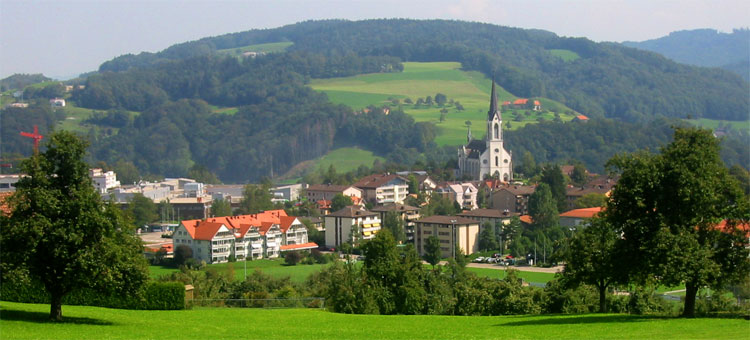
Bazenheid

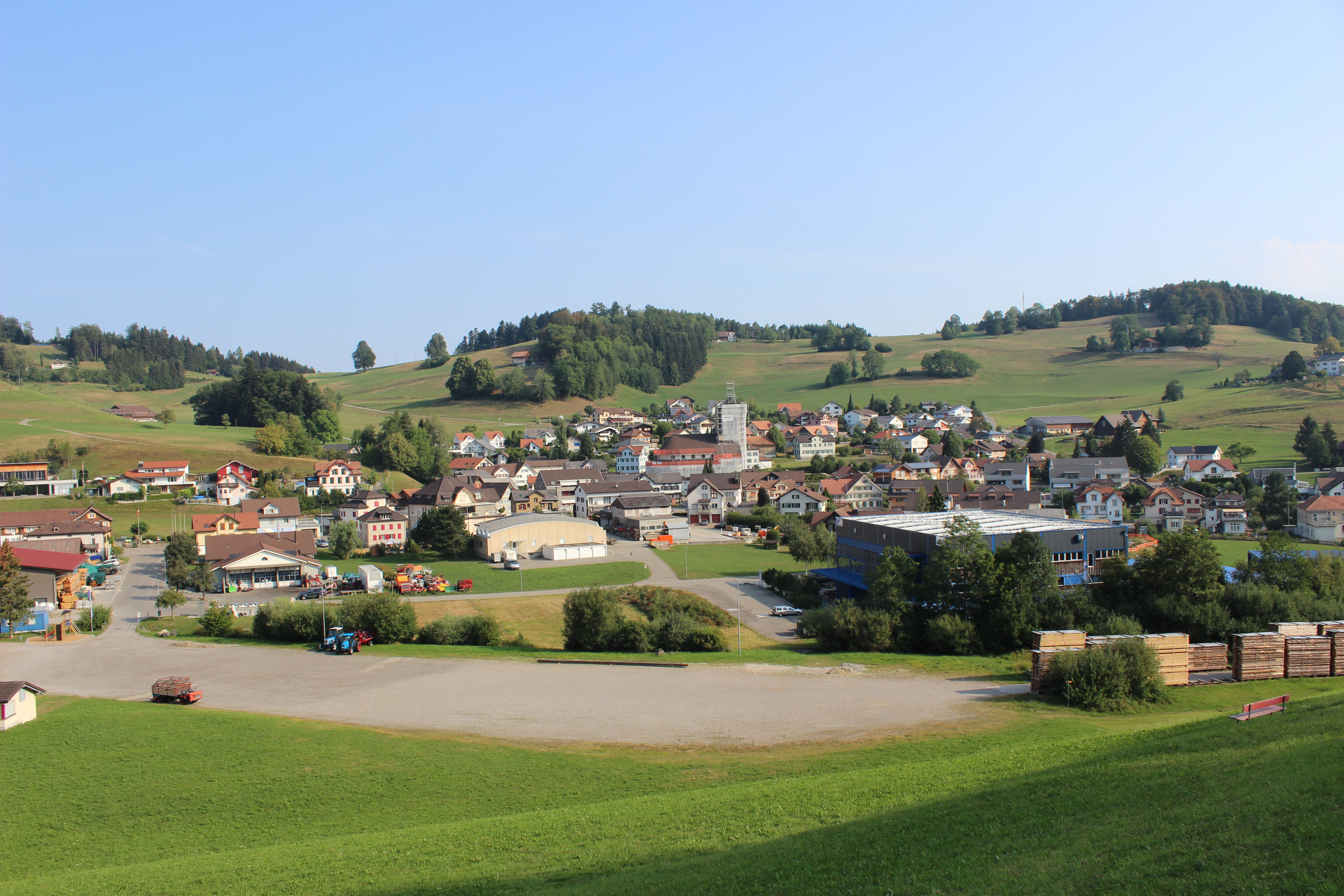
Gähwil

Le frazioni di Kirchberg sono:
- Bäbikon
- Bazenheid[4]
  - Oberbazenheid
  - Unterbazenheid
- Bräägg
- Buomberg
- Dietschwil

- Gähwil[5]
- Husen
- Lütenriet
- Müselbach
- Nuetenwil
- Ötwil
- Rupperswil
- Schalkhusen
- Wolfikon

## Economia
L'economia locale si basa prevalentemente sull'artigianato e sulla piccola industria.

## Infrastrutture e trasporti

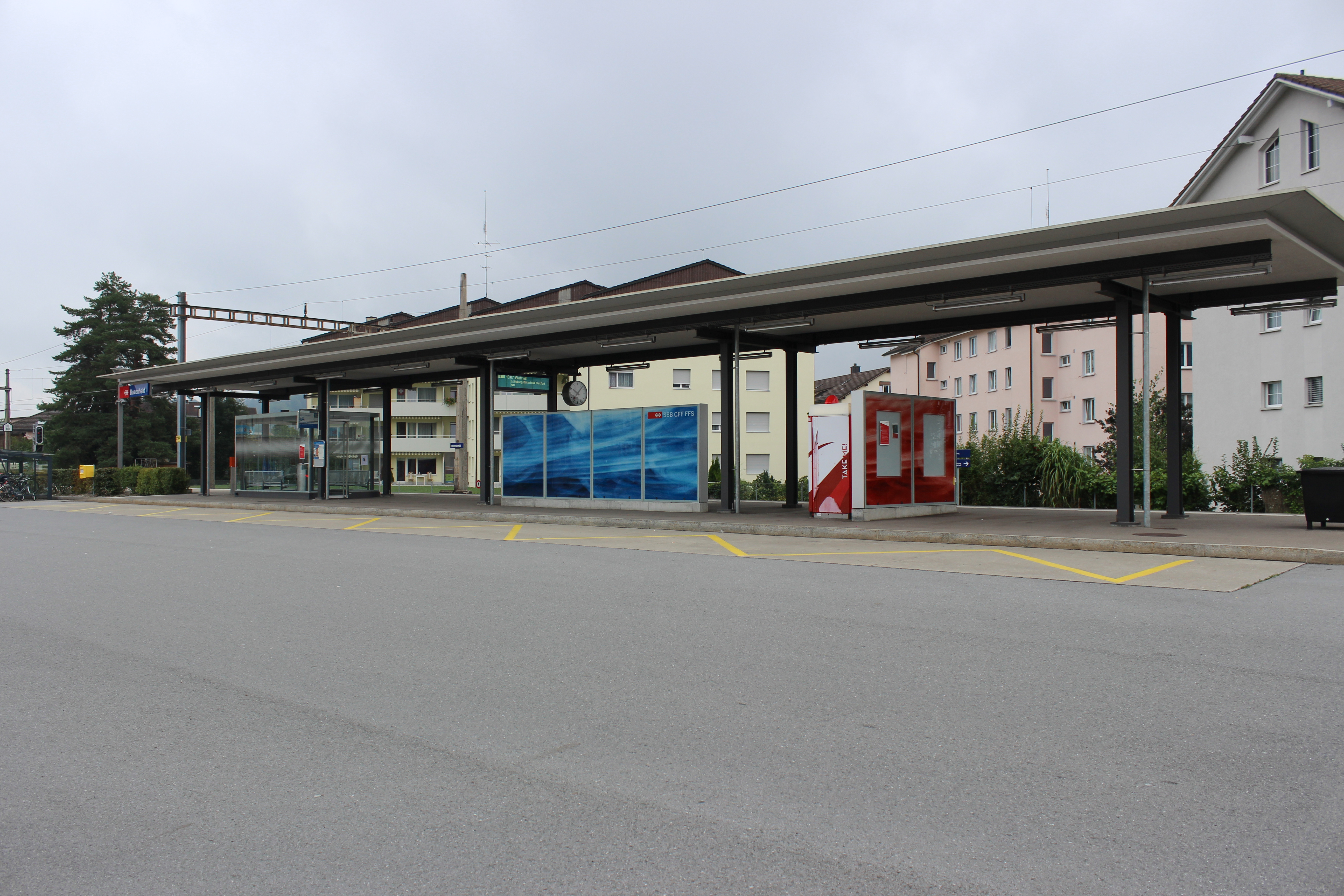
La stazione di Bazenheid

Kirchberg è servito dalla strada principale 16 e dalla stazione di Bazenheid sulla ferrovia Wil-Ebnat-Kappel (linea S8 della rete celere di San Gallo).